# Кроа Фонсом
Кроа Фонсом (фр. Croix-Fonsomme) насеље је и општина у североисточној Француској у региону Пикардија, у департману Ен (Пикардија) која припада префектури Сен Кентен.
По подацима из 2011. године у општини је живело 225 становника, а густина насељености је износила 24,01 становника/km². Општина се простире на површини од 9,37 km². Налази се на средњој надморској висини од 95 метара (максималној 147 m, а минималној 85 m).

## Демографија
| 1962. | 1968. | 1975. | 1982. | 1990. | 1999. | 2011. |
| ----- | ----- | ----- | ----- | ----- | ----- | ----- |
| 205   | 242   | 274   | 293   | 210   | 220   | 225   |

График промене броја становника у току последњих година